# Colômbia nos Jogos Olímpicos de Verão de 1932
A Colômbia competiu nos Jogos Olímpicos de Verão pela primeira vez nos Jogos Olímpicos de Verão de 1932 em Los Angeles, Estados Unidos. Duas pessoas representaram o país, músico Emirto de Lima, e o maratonista Jorge Perry.